# تپه کهنه روستا
تپه کهنه روستا مربوط به نئولتیک - هزاره اول قبل از میلاد است و در شهرستان اشنویه، بخش نالوس، دهستان اشنویه جنوبی، مابین روستاهای نالوس و ده گرجی واقع شده و این اثر در تاریخ ۷ اسفند ۱۳۸۵ با شمارهٔ ثبت ۱۷۷۱۷ به‌عنوان یکی از آثار ملی ایران به ثبت رسیده است.